# Städtische Gemäldegalerie (Kassel)

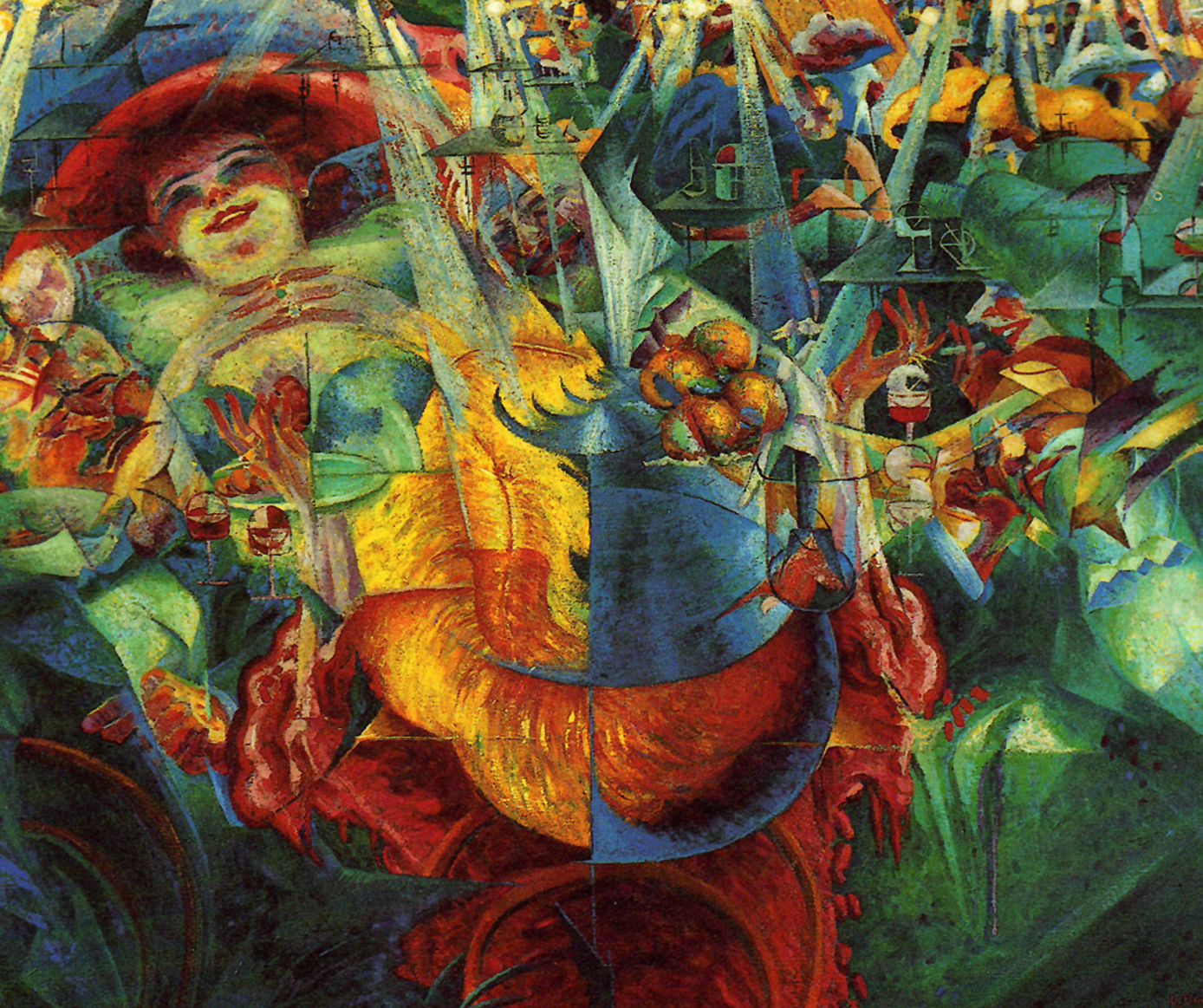
Umberto Boccioni: Lachen; für wenige Jahre in Kassel ausgestellt

Die Städtische Gemäldegalerie Kassels war ein Museum für zeitgenössische Kunst, das sich zwischen 1921 und 1934 im Weißen Palais befand. Neben Kunstwerken des 19. Jahrhunderts mit stark regionalem Bezug entstand in der kurzen Blütezeit der Sammlung eine ambitionierte aber wenig beachtete Präsentation internationaler Avantgarde. Die verbliebenen Teile der Sammlung, die sich im Besitz der Stadt Kassel befinden, bildeten nach dem Zweiten Weltkrieg den Grundstock der Neuen Galerie in Kassel. 

## Geschichte

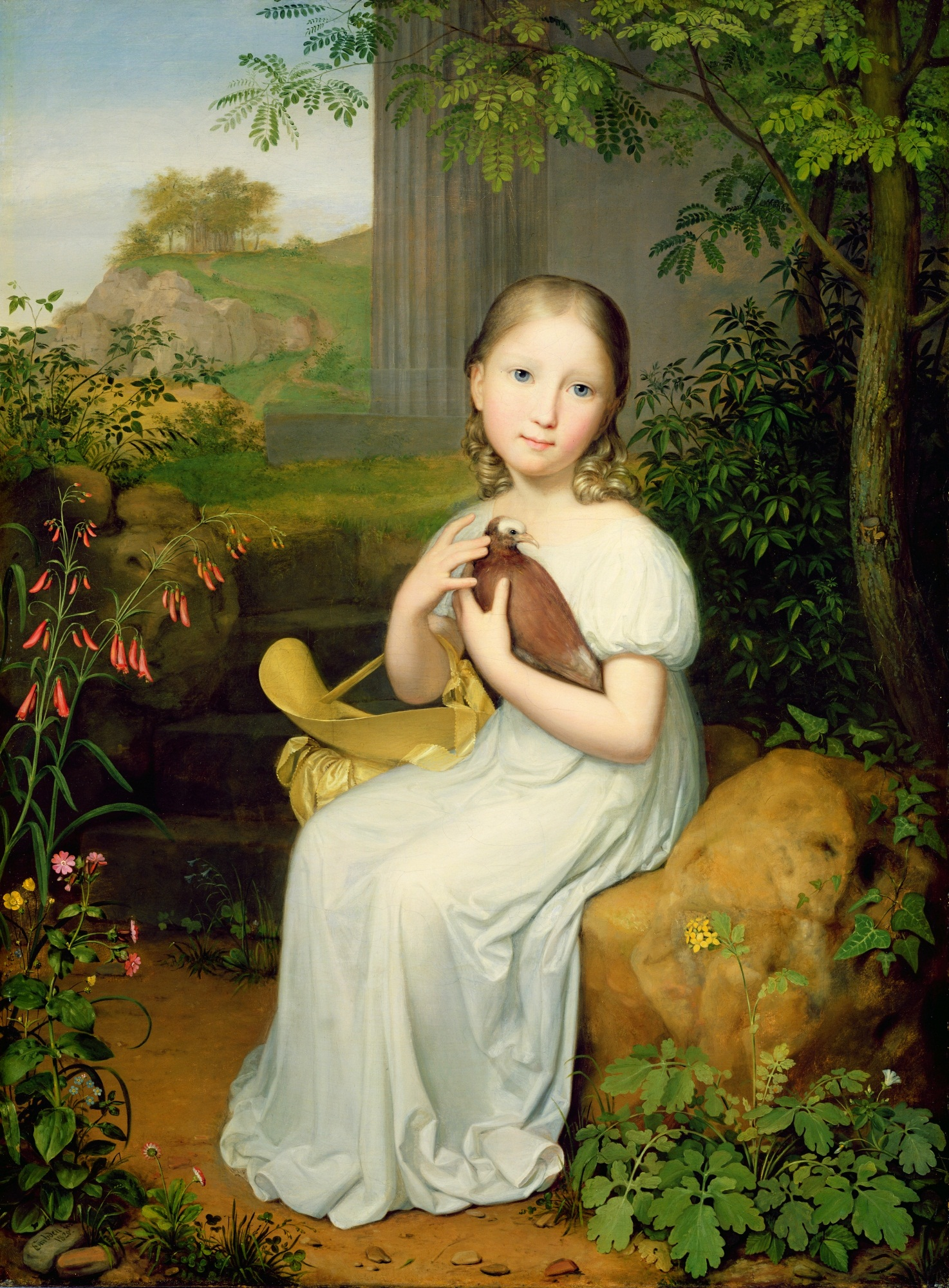
August von der Embde: Louise als Kind

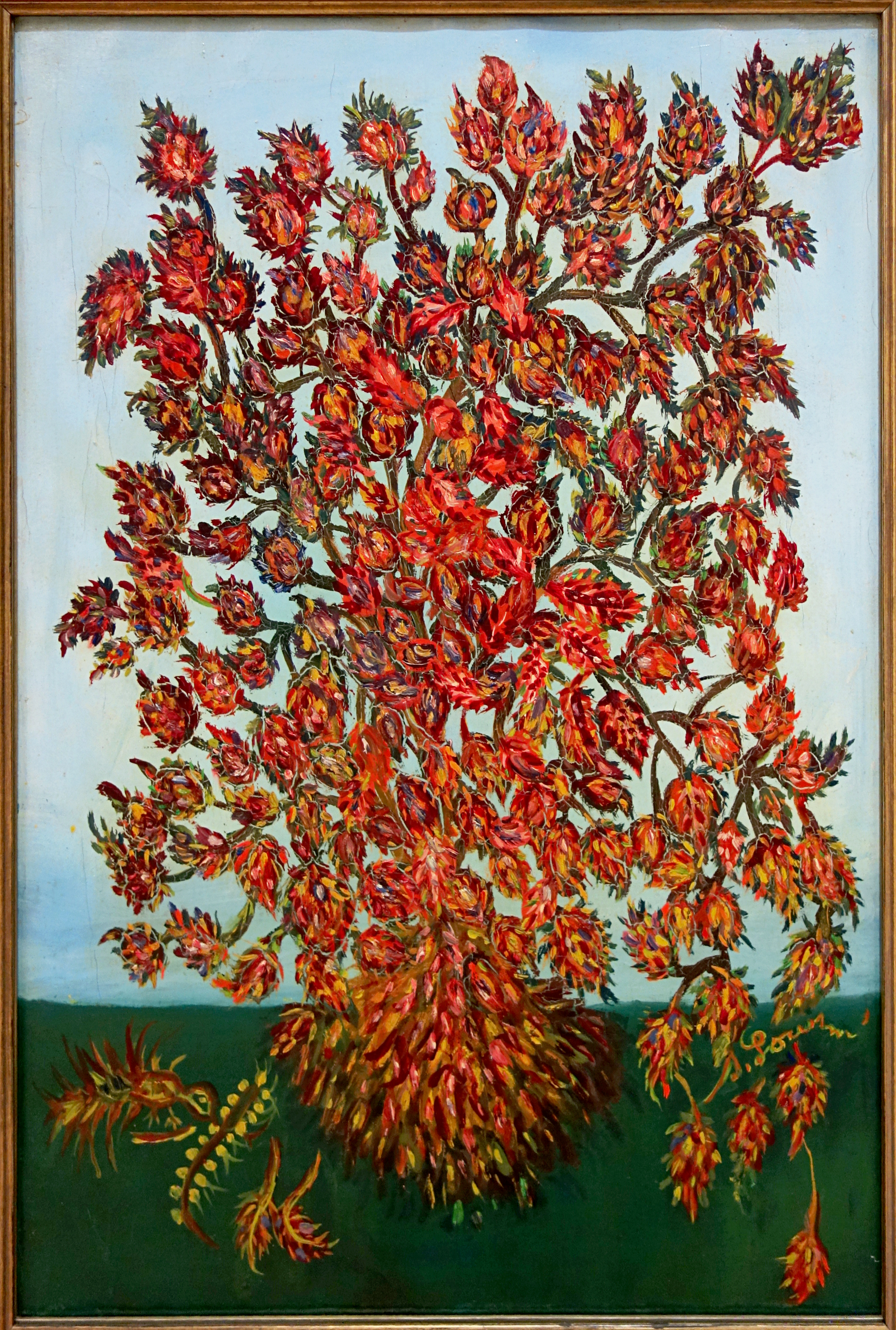
Séraphine de Senlis: Traum einer Pflanze

Der Grundstock der Sammlung fußte in erster Linie auf zwei Säulen. 1896 vermachte Louise von Bose, Tochter des vorletzten hessischen Kurfürsten Wilhelm II., der Stadt Kassel ihre umfangreiche Kunstsammlung. Der Schwerpunkt dieser Sammlung lag auf Kunstwerken aus dem Umkreis der ehemaligen hessischen Residenz und wurde in einem eigens dafür errichteten Bose-Museum gezeigt.
Auch die Stadt Kassel sammelte, wenn auch nicht zielgerichtet, Kunstwerke. Bereits in der frühen Neuzeit wurde der Grundstein einer Herrschergalerie im Rathaus angelegt. So befindet sich bis heute im Eigentum der Stadt ein Gemälde des Landgrafen Philipp, gemalt von dem Cranach-Schüler Michael Müller, aus dem Jahr 1570. Weiter Ankäufe erfolgten im späten 19. Jahrhundert beispielsweise zur Unterstützung des wirtschaftlich angeschlagenem Kasseler Kunstvereins. Die von der Stadt angekauften Gemälde waren einer breiteren Öffentlichkeit nicht zugänglich und wurden teilweise zur Dekoration diverser Büroräume im Kasseler Rathaus verwendet.
Nach dem Ende des Ersten Weltkrieges standen zahlreiche Räume im fürstlichen Weißen Palais am Kasseler Friedrichsplatz zur Disposition. Am 17. Juni 1921 eröffnete der damalige Oberbürgermeister Philipp Scheidemann das neue Museum. Nach der Auflösung des Bose-Museums konnten nun erstmals die Sammlungsbestände der Stadt vereint gezeigt werden. 
Durch die unterschiedlichen Provenienzen der gezeigten Kunstwerke konnte die Galerie in der Zeit ihres kurzen Bestehens kein klares Profil entwickeln. Aus dem Bestand der Stiftung Bose heraus stammten vor allem Gemälde mit höfischem Bezug und regionale Werke des 19. Jahrhunderts. 
Die Stadt Kassel – Oberbürgermeister Herbert Stadler kaufte persönlich in Paris und Berlin ein – erweiterte das Spektrum der Ausstellung in der zweiten Hälfte der 1920er Jahre beträchtlich. Einen besonderen Fokus scheint Stadler dabei auf französische Werke der Naiven Kunst gelegt zu haben. Wilhelm Uhde schrieb in diesem Zusammenhang: 

„Sie können sich denken, dass ich mit dem lebhaftesten Interesse die Bemühungen eines Museums verfolge, das im allerbesten Sinne d’avant-garde ist.“

In den 1920er Jahren siedelte sich in Kassel der irische Kunsthändler William A. Sinclair an, der auf diese Weise Nähe zur Kasseler Sezession und der Kunstakademie suchte. Der Onkel Samuel Becketts überließ der städtischen Gemäldegalerie leihweise zehn Kunstwerke, die das zeitgenössische Profil der Sammlung weiter schärften. Die Leihgabe Sinclair wurde bereits kurz nach der Machtergreifung der Nationalsozialisten zurückgegeben. Außerdem wurden alle potentiell als „entartete“ Kunstwerke geltenden Gemälde aus der Sammlung entfernt. Das Museum selbst wurde 1934 geschlossen, um einer Erweiterung des sich im selben Gebäudekomplex befindlichen Deutschen Tapetenmuseums zu weichen. Ab 1937 wurden die drastisch reduzierten Bestände der Sammlung neu geordnet und im Kunsthaus am Ständeplatz präsentiert.

## Ausgestellte Werke (Auswahl)

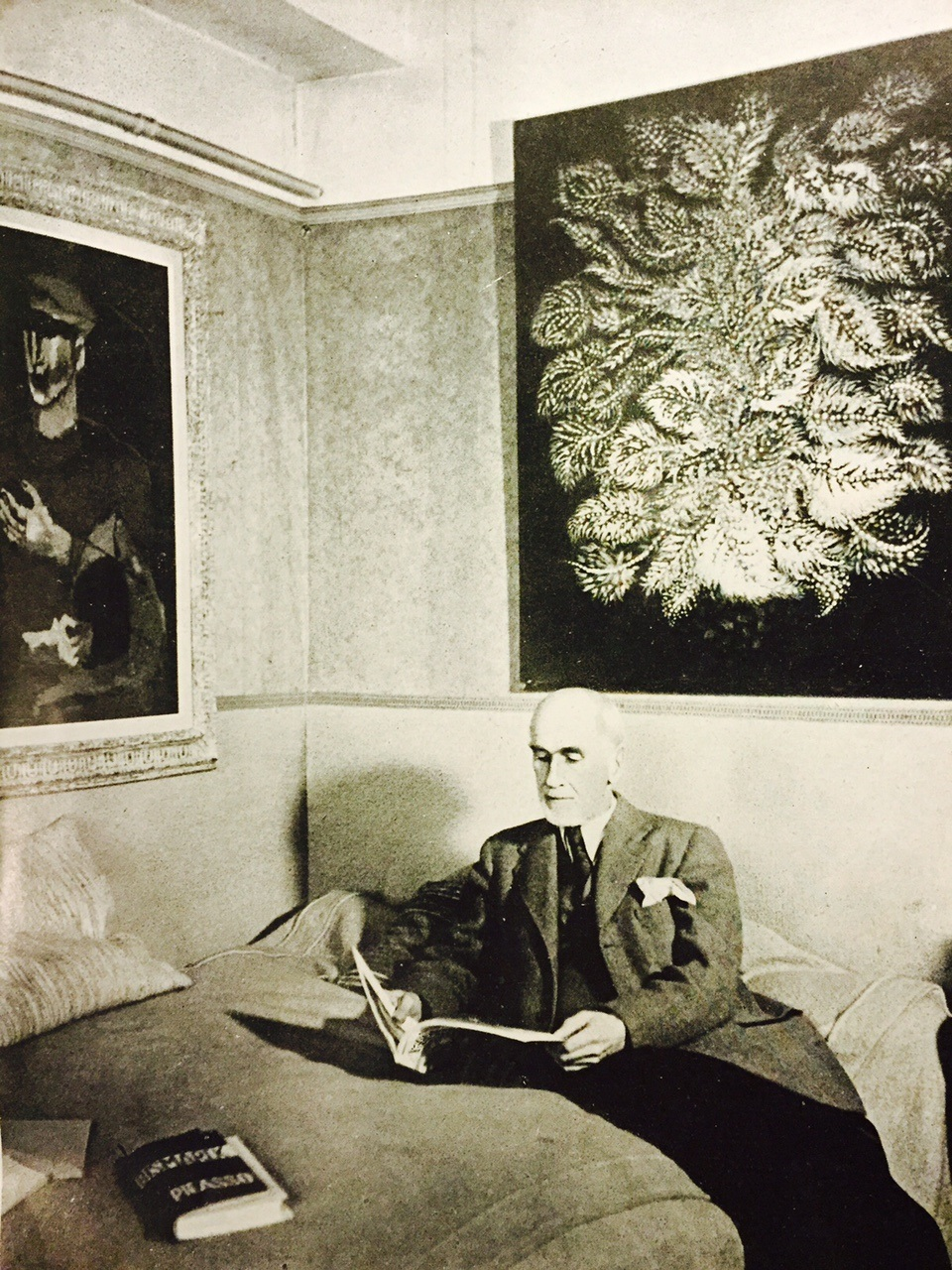
Wilhelm Uhde vor einem Gemälde von Séraphine de Senlis

- Porträt Gräfin Louise Bose als Kind, August von der Embde, 1820, Stiftung Bose, heute Neue Galerie
- Wiesenhang bei Ornans,  Gustave Courbet, 1862, erworben 1928, heute Neue Galerie
- Klarissen-Kirche, Lyonel Feininger, erworben 1927, heute Privatbesitz
- Traum einer Pflanze, Séraphine de Senlis, erworben 1928
- La Foire de St. Germain, Place St. Sulpice, Louis Vivin, erworben 1928
- Badende am See, Lyonel Feininger, Leihgabe Sinclair, verschollen
- Das Lachen Umberto Boccioni, 1913, Leihgabe Sinclair, heute MoMA, New York[5]